# 2000 Herschel
2000 Herschel è un asteroide della fascia principale. Scoperto nel 1960, presenta un'orbita caratterizzata da un semiasse maggiore pari a 2,3814352 UA e da un'eccentricità di 0,2970317, inclinata di 22,79075° rispetto all'eclittica.
Fa parte della famiglia di asteroidi Focea.
L'asteroide è dedicato all'astronomo William Herschel, scopritore di Urano.